# LINKE Liste
Die LINKE – Opposition für ein Solidarisches Europa, Europäische Linke, KPÖ, Unabhängige war eine österreichische Wahlplattform, die im Zuge der Europawahl 2004 gegründet wurde. Proponenten der Liste waren die Europäische Linkspartei, die KPÖ, die SOAL (welche sich im November 2004 aufgrund des Verkaufs des Ernst-Kirchweger-Hauses aus dem Bündnis zurückzog) und zahlreiche unabhängige Kandidaten aus dem Umfeld der neuen sozialen Bewegungen und der Sozialforen. Nach der Europawahl war die Website ein Forum, welches bis 2018 gepflegt wurde.
Die Liste erreichte im Jahr 2004 mit 0,78 % der Wählerstimmen ein geringfügig besseres Ergebnis als die KPÖ alleine bei der vorhergegangenen Wahl (0,73 %).